# 인터넷 바둑 서버
인터넷 바둑 서버(Internet Go server)는 바둑 플레이어가 온라인에서 상대방과 대결할 수 있도록 하는 서버이다. 바둑 서버의 두 가지 기본 유형은 실시간 서버와 턴제 서버이다.

## 역사
운영을 시작한 첫 번째 바둑 서버는 IGS(인터넷 고 서버, Internet Go Server)로, 1992년에 서비스를 시작하여 현재까지 여전히 활동 중이다. 모두 동일한 기본 서버-클라이언트 아키텍처를 가진 여러 다른 서버가 뒤따랐다.
IGS는 1992년 2월 2일 뉴멕시코 대학에서 근무하던 팀 케이시, 크리스 치솔름, 마크 오카다에 의해 시작되어 1993년 4월 5일까지 캘리포니아 대학, 버클리, UC 샌프란시스코에서 계속되었다. 프랑스 파스퇴르 연구소의 추가 서버)는 동종 최초의 서버였다. 시작된 이후 일부 회원은 그래픽 인터페이스가 있는 소프트웨어를 작성하여 서버 개선에 도움을 주었다. 그리하여 IGS가 탄생했다. IGS는 시간대에 따라 한 번에 최대 3,000명의 플레이어를 호스팅한다.
IGS는 1993년 UC 서버를 떠나 1994년 한국 ISP nuri.net에 인수될 때까지 1년 동안 펜실베이니아 대학교에서 근무했다. 1995년 nuri.net의 파트너인 일본 회사 NKB가 IGS를 인수했다. 1996년에는 마크 오카다(Mark Okada)를 관리자로 하여 "Pandanet"이라는 별도의 부서를 만들었다. Pandanet은 그 이후로 IGS를 관리해 왔다. 1998년에는 이름을 "IGS Pandanet"으로 바꾸었고 일본에서는 "Pandanet"으로 줄여서 사용했다.